# Веселковий змій

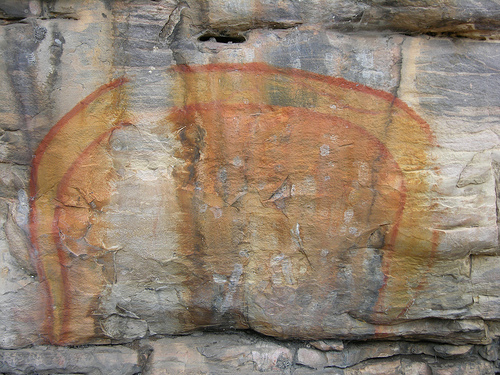
Веселковий змій намальований на скалі

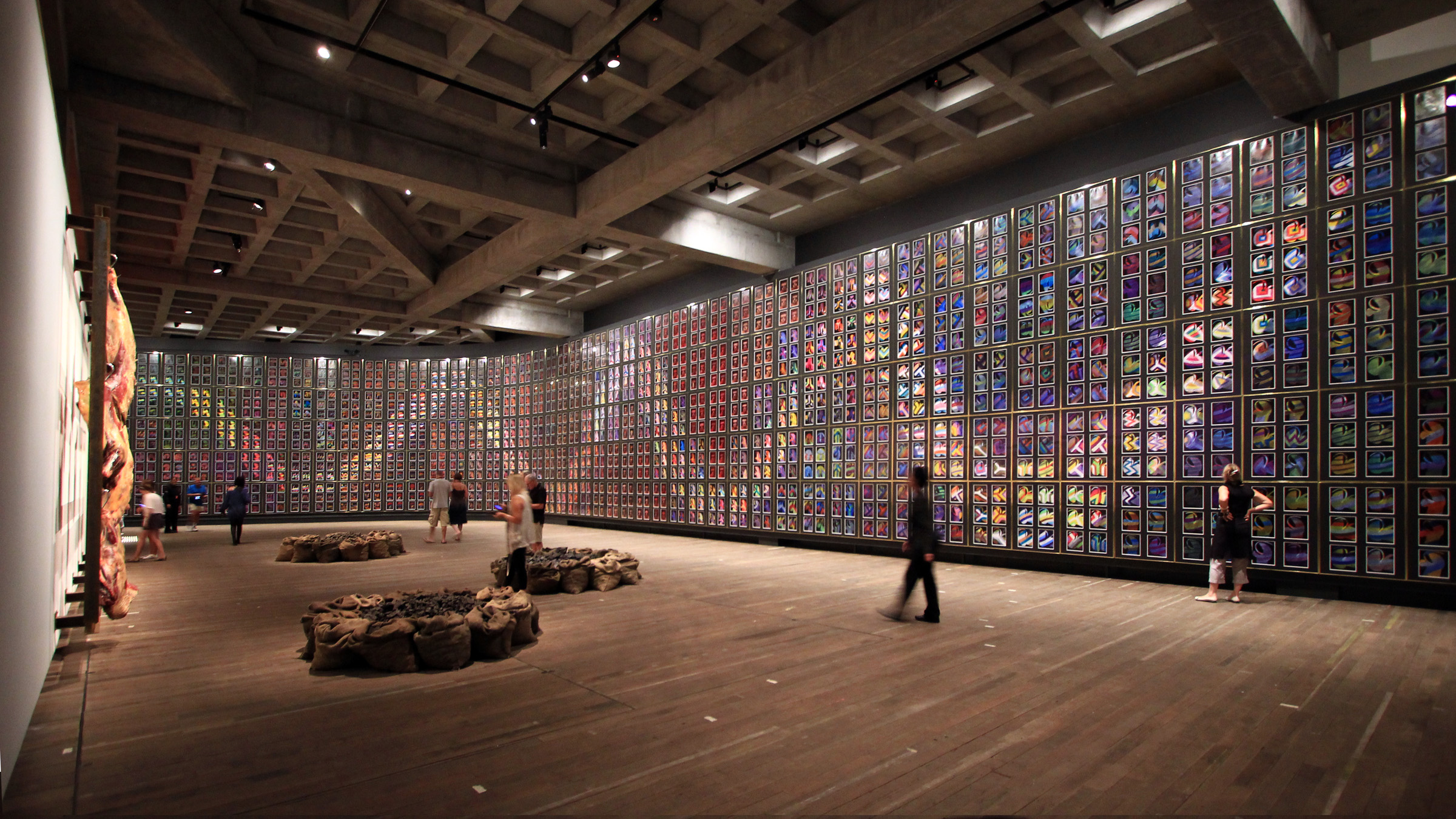
Веселковий змій Сідні Нолана (1970-72) у Музеї старого та нового мистецтва в місті Гобарті, на острові Тасманія

Веселковий змій (англ. Rainbow Serpent) — одна з найважливіших міфологічних постатей аборигенів Австралії. У Австралії та Новій Зеландії існує кілька типів змі́їв. Ці змії — істоти, які часто живуть біля води. Веселковий змій живе в артезіанських свердловинах, він володіє найціннішим благом у пустелі — водою. Непередбачуваний суперник незмінного Сонця, він наповнює джерела і повзає по землі, утворюючи струмки.
Веселковий змій є захисником людей і разом з тим жорстоко карає їх за порушення закону. Розповіді про нього, як правило, мають зв'язок із землею, водою, соціальними зв'язками та народжуваністю.
Міфи про Веселкового змія існують в культурі аборигенів Австралії дуже давно. Веселковий змій, названий Нгальодом (Ngalyod), є одним із тих, яких аборигени уже шанували понад 10 000 років тому. Найдавніші відомі наскельні малюнки, на яких він зображений, мають вік як мінімум шість тисяч років. Ці міфи змінюються в залежності від кліматичних умов — племена з регіонів, де дують мусонні вітри, розповідають дуже драматичні розповіді про змія, сонце та вітер, тоді як племена пустелі, що не відчувають таких сильних погодних змін, не такі драматичні.

## Веселковий змій в інших культах
У слов'янських народних віруваннях веселка також вважалася королем змій. Слов'яни вірили, що веселка — це змій, який п'є воду з озер і річок і передає її хмарам.
У давньокитайській міфології також зустрічається веселкова рептилія під назвою Хунг веселковий дракон. У культі Вуду веселка-змій називається Айда-Веддо.

## Веселковий змій і сучасна культура
Багато австралійських художників-аборигенів продовжують надихатися Веселковим змієм і використовують його як образ у своєму мистецтві. Веселковий змій знаходить своє відображення і в сучасній культурі — кіно, літературі, музиці, релігії та соціальних заходах. В Австралії відбувається щорічний музичний фестиваль. У школах на уроках мистецтва учні малюють Веселкового змія для вивчення кольорів та засвоєння техніки малювання. Веселковий змій також виступав у ролі героїв коміксів фантастики жахів, таких як «Пекло» (Hellblazer), та в ролі демона в японських рольових іграх.

## Веселковий змій у поп-культурі
- В Австралії, у штаті Вікторія, щороку відбувається фестиваль електронної музики «Веселковий змій».[1]